# Lillian Randolph
Lillian Randolph (14 de diciembre de 1914 - 12 de septiembre de 1980) fue una actriz y cantante estadounidense, trabajó en radio, cine y televisión. 

## Biografía
Nació en Knoxville, Tennessee, fue la hermana menor de la actriz Amanda Randolph.
Trabajó en el mundo del espectáculo entre los años 30 y 70, apareciendo en cientos de programas radiales, películas, cortometrajes y programas de televisión. Randolph es conocida por su papel como Birdie Lee Coggins en la comedia radial The Great Gildersleeve y sus adaptaciones a la pantalla grande y televisión, y como Madame Queen en el programa de televisión Amos 'n' Andy entre 1951 y 1953. Su actuación más conocida en una película es por Annie en ¡Qué bello es vivir!. Apareció además en Sanford and Son y The Jeffersons durante los años 70.
Otro de sus famosos papeles fue Mammy Two Shoes en la serie de cortometrajes animados Tom y Jerry de William Hanna y Joseph Barbera, hecha para Metro Goldwyn Mayer durante los años 40 y principio de los 50. Randolph apareció como invitada en un episodio de 1972 del programa de televisión Sanford and Son como Hazel, pariente del personaje Fred Sanford (Redd Foxx).
Randolph murió de cáncer en Los Ángeles, California el 12 de septiembre de 1980 a la edad de 65 años.